# NGC 2998
NGC 2998 (другие обозначения — UGC 5250, MCG 7-20-51, ZWG 210.36, KUG 0945+443, IRAS09455+4418, PGC 28196) — спиральная галактика с перемычкой (SBc) в созвездии Большой Медведицы. Открыта Уильямом Гершелем в 1788 году.
Этот объект входит в число перечисленных в оригинальной редакции «Нового общего каталога».
Галактика NGC 2998 имеет массу, сравнимую с массой нашей Галактики. Она входит в состав достаточно тесной группы галактик NGC 2998. Помимо NGC 2998 в группу также входят ещё как минимум 6 галактик с массами более 108 M⊙, среди них — NGC 3009 и UGC 5295. Система из NGC 2998 и пары карликовых галактик из группы, имеющих общее обозначение MCG+07-20-05, нетипична из-за относительно большой массы спутников и похожа на систему из Млечного Пути и Магеллановых Облаков, но окружение NGC 2998 более плотное.
Кривая вращения этой галактики, определяемая по звёздам, в центральных областях имеет меньшие значения, чем определяемая по газу, но они быстро сравниваются. В галактике очень небольшой балдж, поэтому вклад диска становится доминирующим начиная с небольших расстояний от центра.